# Kronborg Knights
Kronborg Knights er en dansk amerikansk fodbold klub hjemmehørende i Nordsjælland, i Helsingør Kommune. Klubben er medlem af Dansk Amerikansk Fodbold Forbund (DAFF) og derigennem Danmarks Idræts-Forbund (DIF). Hjemmebanekampene afvikles på Løvdalsvej i Helsingør.
Klubben, der blev grundlagt i 1989 af Michael Ege Hansen, stiller hold i en række forskellige ligaer. Klubben har et senior hold, U-19 hold, U-16 hold & U-12/U-14 hold.
I 2016 blev Kronborg Knights' u16 hold nummer 2 i Danmark.[kilde mangler]

## Ekstern kilde/henvisning
- Kronborg Knights officielle hjemmeside Arkiveret 23. oktober 2020 hos  Wayback Machine

| Sport | Spire Denne artikel om sport er en spire som bør udbygges. Du er velkommen til at hjælpe Wikipedia ved at udvide den. |